# Jakob Rosenbach
Jakob Rosenbach (* 1885 in Marienfeld bei Kamyschin, Wolga-Gebiet, Russisches Kaiserreich; † 10. April 1938 in der Sowjetunion) war ein russlanddeutscher römisch-katholischer Geistlicher und Märtyrer.

## Leben
Jakob Rosenbach wuchs im Bistum Tiraspol auf. Er studierte Theologie im Priesterseminar Saratow sowie in Sankt Petersburg und wurde 1909 zum Priester geweiht. Die Stationen seines Wirkens waren: 1912 Jamburg, 1928 Pfarrer in Kamenskoje. Am 12. Oktober 1929 wurde er verhaftet und im Februar 1930 zu 5 Jahren Gulag verurteilt. Ab dem 23. April war er auf den Solowezki-Inseln. Im November 1933 unter Auflagen entlassen, lebte er in Kursk. Dort wurde er am 7. Dezember 1937 erneut festgenommen, am 2. Januar 1938 zum Tode verurteilt und im April an einem nicht bekannten Ort erschossen.

## Gedenken
Die Römisch-katholische Kirche in Deutschland nahm Pfarrer Jakob Rosenbach als Märtyrer in das deutsche Martyrologium des 20. Jahrhunderts auf.